# Liste des maires de Tergnier
La Liste des maires de Tergnier regroupe les noms des maires de la commune de Tergnier avec leur date de prise de fonction ainsi que les dates de fin de fonctions des maires.

## Liste des maires
| Période       | Période                      | Identité            | Étiquette                | Qualité                                                                               |
| ------------- | ---------------------------- | ------------------- | ------------------------ | ------------------------------------------------------------------------------------- |
| 1790          | 1791                         | Jean Juliart        | .                        | .                                                                                     |
| 1802          | 1806                         | Jean-Louis Dode     | .                        | .                                                                                     |
| 1806          | 1808                         | Constant Gilbert    | .                        | .                                                                                     |
| 1808          | 1808                         | Montain Dupont      | .                        | .                                                                                     |
| 1809          | 1813                         | Constant Lemoine    | .                        | .                                                                                     |
| 1813          | 1819                         | Jean Lefébure       | .                        | .                                                                                     |
| 1819          | 1826                         | Claude Lefébure     | .                        | .                                                                                     |
| 1826          | 1840                         | Claude Dupont       | .                        | .                                                                                     |
| 1840          | 1847                         | Prosper Dode        | .                        | .                                                                                     |
| 1847          | 1871                         | René Lefébure       | .                        | .                                                                                     |
| 1871          | 1872                         | Louis Mortier       | .                        | .                                                                                     |
| 1872          | 1872                         | Jean-Baptiste Guyot | .                        | .                                                                                     |
| 1872          | 1874                         | Jules Ponsin        | .                        | .                                                                                     |
| 1874          | 1878                         | Auguste Lancel      | .                        | .                                                                                     |
| 1878          | 1888                         | Jules Ponsin        | .                        | .                                                                                     |
| 1895          | 1895                         | Charles Fossier     | .                        | .                                                                                     |
| 1895          | 1896                         | Léopold Sellier     | .                        | .                                                                                     |
| 1896          | 1912                         | Grégoire Gustave    | .                        | .                                                                                     |
| 1912          | 1914                         | Démosthène Gauche   | .                        | .                                                                                     |
| 1914          | 1919                         | François Lottiaux   | .                        | .                                                                                     |
| 1919          | 1921                         | Alfred Delaporte    | .                        | .                                                                                     |
| 1921          | 1925                         | Paul Ponsin         | .                        | .                                                                                     |
| 1925          | 1933                         | Gaston Claudon      | .                        | .                                                                                     |
| 1933          | 1933                         | Jules Didelet       | .                        | .                                                                                     |
| 1934          | 1958                         | Jules Pouillart     | .                        | .                                                                                     |
| 1958          | 1964                         | Gabriel Locqueneux  | .                        | .                                                                                     |
| 1964          | 1964                         | Émile Michelot      | .                        | .                                                                                     |
| 1964          | 1965                         | Gabriel Locqueneux  | .                        | .                                                                                     |
| 1965          | 1980                         | Norbert Cerf        | SFIO, puis divers.droite | .                                                                                     |
| 1980          | 1983                         | Guy Ronsin          | Divers.droite            | .                                                                                     |
| mars 1983     | avril 2009                   | Jacques Desallangre | PG                       | député Démissionnaire                                                                 |
| 18 avril 2009 | juillet 2020                 | Christian Crohem    | DVG                      | Réélu pour le mandat 2014-2020                                                        |
| juillet 2020  | En cours (au 4 juillet 2020) | Michel Carreau      | PCF                      | Conseiller général (1998-2015) puis départemental (depuis 2015) du canton de Tergnier |

## Compléments